# Diaglyptidea varipes
Diaglyptidea varipes là một loài tò vò trong họ Ichneumonidae.